# Pales marginata
Pales marginata är en tvåvingeart som först beskrevs av Frederick Wollaston Hutton 1881.  Pales marginata ingår i släktet Pales och familjen parasitflugor. Inga underarter finns listade i Catalogue of Life.